# هربرت بادهام
هربرت بادهام (بالإنجليزية: Herbert Badham)‏ هو رسام أسترالي، ولد في 1899 في سيدني في أستراليا، وتوفي بنفس المكان في 1961.